# Дембяни (Сандомирський повіт)
Дембяни (пол. Dębiany) — село в Польщі, у гміні Образув Сандомирського повіту Свентокшиського воєводства.
Населення — 362 особи (2011).
У 1975-1998 роках село належало до Тарнобжезького воєводства.

## Демографія
Демографічна структура на день 31 березня 2011 року:
|          | Загалом | Допрацездатний вік | Працездатний вік | Постпрацездатний вік |
| -------- | ------- | ------------------ | ---------------- | -------------------- |
| Чоловіки | 193     | 36                 | 122              | 35                   |
| Жінки    | 169     | 19                 | 92               | 58                   |
| Разом    | 362     | 55                 | 214              | 93                   |